# Целина (село)
Вижте пояснителната страница за други значения на Целина.
Це́лина е село в Южна България, община Чирпан, област Стара Загора.

## География
Село Целина се намира на около 36 km юг-югозападно от областния център Стара Загора и 12 km югоизточно от общинския център Чирпан. Разположено е в Старозагорското поле на Горнотракийската низина. Надморската височина в центъра на селото е около 139 m. Климатът е преходно-континентален.
Покрай южния край на село Целина тече от изток на запад Старата река – ляв приток на река Марица – която пресича землището му от север на юг. При селото в нея се влива течаща от запад малка местна река („Шейтандере“; наричана от местните жители „Куматлитската ря̀ка“ – по старото име на село Ценово, в което има началото си). Североизточно от Целина, отвъд Старата река, на малък неин ляв приток, има микроязовир.
На запад по минаващия през Целина третокласен републикански път III-663 и по отклоненията му селото има пътни връзки: на юг през село Златна ливада с автомагистрала Марица; на запад през село Зетьово с третокласния републикански път III-663; на северозапад през село Ценово с град Чирпан. На изток по път III-663 и по отклонение от нето селото има пътни връзки с град Меричлери и село Великан.
Землището на село Целина граничи със землищата на: село Държава на северозапад; село Гита на север; град Меричлери на изток и югоизток; село Златна ливада на юг; село Ценово на запад.
Етническият състав на населението на село Целина по численост и дял на етническите групи според преброяването през 2011 г. е:
| Етнически групи     | Численост | Дял (в %) |
| Общо                | 231       | 100       |
| Българи             | 198       | 85,71     |
| Турци               | 0         | 0         |
| Цигани              | 33        | 14,29     |
| Други               | 0         | 0         |
| Не се самоопределят | 0         | 0         |
| Не отговорили       | 0         | 0         |

Числеността на населението на село Целина по данните от преброяванията от 1934 г. насам се променя както следва:
| \| Година на преброяване \| Численост \| \| --------------------- \| --------- \| \| 1934 \| 973 \| \| 1946 \| 989 \| \| 1956 \| 883 \| \| 1965 \| 704 \| \| 1975 \| 536 \| \| 1985 \| 467 \| \| 1992 \| 351 \| \| 2001 \| 342 \| \| 2011 \| 231 \| \| 2021 \| 179 \| |           |
| Година на преброяване | Численост |
| 1934 | 973       |
| 1946 | 989       |
| 1956 | 883       |
| 1965 | 704       |
| 1975 | 536       |
| 1985 | 467       |
| 1992 | 351       |
| 2001 | 342       |
| 2011 | 231       |
| 2021 | 179       |

## История
След Руско-турската война 1877 – 1878 г. по Берлинския договор 1878 г. селото – тогава с име Куза, остава в Източна Румелия; присъединено е към България след Съединението 1885 г. Село Куза е преименувано на Целина през 1951 г.
Училище в село Целина е създадено около 1871 г. (по други данни – през 1858 г.). Учебните занятия се водят в частни къщи. Първата училищна сграда е построена в края на 1870-те или началото на 1880-те години; нова сграда с четири стаи и салон е построена през 1910 г. През 1928 г. сградата е засегната от земетресение и се ремонтира основно. Прогимназия е открита през учебната 1918 – 1919 г. През учебната 1921 – 1922 г. прогимназията е закрита и децата ходят на училище в село Златна ливада. От 1918 до 1942 г. прогимназията в село Целина е откривана и закривана четири пъти поради неразбирателство между двете села Целина и Златна ливада. От 1942 г. прогимназията е открита отново. От учебната 1960 – 1961 г. я посещават и ученици от Златна ливада. Училището в село Целина е закрито през 1970 г. и учениците са насочени към училището в село Зетьово.
Читалище в село Куза (Целина) е било открито – по непотвърдени данни – през 1897 г. През 2009 г. на законово основание към наименованието на читалището в селото е добавена признатата официално година на неговото първоначално създаване и то става читалище „Просвета 2005“.
Кредитна кооперация „Солидарност“ в село Куза (Целина) е основана през 1937 г.; съществува до 1948 г., когато е преобразувана във всестранна кооперация.
Трудово кооперативно земеделско стопанство (ТКЗС) е основано в село Целина през 1949 г. През 1958 г. стопанството прекратява самостоятелната си дейност, като е включено в ОТКЗС (Обединено ТКЗС) – село Зетьово.
Село Куза е преименувано на Цèлина на 13 февруари 1951 г. от заседавалия за преименуване на селата от околия Чирпан Околийски комитет на БКП – при постъпила информация за сблъсъци на властта с много жители на Куза, отказващи да станат членове на ТКЗС – вероятно поради подобието ѝ на описани в популярния по онова време роман „Разораната целинà“ на руския писател Михаил Шолохов събития при образуването на руски колхоз.

## Религии
Църквата „Свети Георги Победоносец“ в центъра на селото е много стара, но добре поддържана.

## Обществени институции
Село Целина към 2025 г. е център на кметство Целина.
В село Целина към 2025 г. има:
- действащо читалище „Просвета 2005“;[17]
- православна църква „Свети Георги“;[18]
- пощенска станция.[19]

В селото има бензиностанция (денонощна) – бензин, дизел, газ.

## Редовни събития
Съборът на селото до 1990 г. е на 2 май. След 1990 г. събор се организира всяка година на 6 май – Гергьовден, когато е храмовият празник на църквата.

## Галерия
- Жени от бившето ТКЗС на полето край селото
- Детската градина в края на 1950-те години
- Отец Морски и миряни пред църквата
- Сватба през 1980-те години на площада в центъра
- Футбол – основно занимание на младежите през ваканциите
- На лов през зимата в околностите
- Деца от бившето училище